# 시차와 변수
《시차와 변수》는 1985년 1월 27일에 MBC TV에서 방영되었던 베스트셀러극장이다.

## 줄거리
철규(이정길)는 돈 만이 인생의 전부인 줄 알고 갖가지 수단과 방법을 동원해 10억원이라는 거액을 모으는 데 성공한다. 그러나 갑작스럽게 위암 판정과 6개월 시한부 인생을 선고받은 철규는 자기 재산을 상속세 등으로 빼앗기는 것을 피하기 위해 아내(김민정)와 위장 이혼을 하는데...

## 출연
- 이정길
- 김민정
- 김해숙
- 한규희
- 양택조
- 정대홍
- 윤석오
- 박영지
- 김주영
- 서영애
- 김석옥
- 이숙
- 남영진
- 홍민우
- 안재은
- 박종관
- 김영옥
- 최재호
- 서권순
- 조명남
- 김정
- 김명희